# Stazione di Lens
La stazione di Lens è una stazione ferroviaria di Lens, Pas-de-Calais, Francia. L'edificio oggi in uso fu costruito nel 1926-1927 per assomigliare ad una locomotiva a vapore con una torre alta 23 metri come camino. L'architetto era Urbain Cassan. Nel dicembre 1984 è stato inserito nell'elenco dei patrimoni nazionali francesi.

## Servizi
La stazione è servita da treni ad alta velocità per Parigi e da treni regionali per Lille, Douai, Arras, Béthune, Calais e Dunkerque.